# JDeveloper
JDeveloper es un entorno de desarrollo integrado desarrollado por Oracle Corporation para los lenguajes Java, HTML, XML, SQL, PL/SQL, Javascript, PHP, Oracle ADF, UML y otros.
Es un software propietario pero gratuito desde 2005.
Las primeras versiones de 1998 estaban basadas en el entorno JBuilder de Borland, pero desde la versión 9i de 2001 está basado en Java, no estando ya relacionado con el código anterior de JBuilder.
Las últimas versiones estables son:
- Para JDK 6: 11.1.1.2.0 (noviembre de 2009)
- Para JDK 5: 10.1.3.5 (agosto de 2009).